# Jekatierina Birłowa
Jekatierina Władimierowna Birłowa (ros. Екатери́на Влади́мировна Би́рлова, przed ślubem Chomiakowa, 11 sierpnia 1987 w Briańsku) – rosyjska siatkarka plażowa. Obecnie startuje w parze z Jewgieniją Ukołową.

## Osiągnięcia
- Zwycięstwo w Uniwersjadzie (2013)[1].
- Srebrny medal Mistrzostw Europy (2015)[2].
- Najlepsze miejsca w World Tourze:
  - 1. miejsce: Klagenfurt 2012[3], Anapa 2013[4]
  - 2. miejsce: Bangsaen 2012
  - 3. miejsce: Wyspy Alandzkie 2012
- Mistrzostwa Rosji:
  - 1. miejsce: 2010
  - 2. miejsce: 2012[5]
  - 3. miejsce: 2011
- Zwycięstwo w otwartym Pucharze Rosji (2010, 2011, 2012, 2013).
- Miejsca na Igrzyskach Olimpijskich:
  - 2012: 9. miejsce (1/8 finał)[6]
- Miejsca na Mistrzostwach Świata:
  - 2011: 17. miejsce (1/16 finał)[7]
  - 2013: 9. miejsce (1/8 finał)
  - 2015: 9. miejsce (1/8 finał)[8]